# Italiensk vinthund
Italiensk vinthund är en hundras från Italien. Det är den minsta av vinthundsraserna.

## Historia
Dvärgvarianter av vinthundar är kända sedan antiken. Ursprunget till den italienska vinthunden tros, liksom övriga vinthundar, ha kommit till Rom från det hellenistiska Grekland. I Pompeji som förstördes år 79 finns dvärgvinthundar på fresker. Under renässansen var dvärgvinthundar ett populärt motiv på målningar av kungligheter och aristokrati från hela Europa. Bland konstnärer kan nämnas Giotto di Bondone (cirka 1266–1337), Jan van Eyck (1390–1441), Rogier van der Weyden (1400–1464), Hans Memling (cirka 1435–1495), Hieronymus Bosch (cirka 1450–1516) och Vittore Carpaccio (cirka 1455–ca 1525). Med tiden började aveln på de minsta individerna inverka negativt på rasen och den anses ha räddats under den viktorianska epoken i Storbritannien.

## Egenskaper
Trots ett smäckert utseende och sin litenhet är den italienska vinthunden varken bräcklig eller lättskrämd. Även om den i början kan vara reserverad mot okända människor är det en social ras. Den kan vara sällskapssjuk och fordrande på uppmärksamhet. Det är en mycket kommunikativ hund, både med läten (skäller måttligt vid vissa upplevelser) och i sitt agerande.
Italiensk vinthund är en glad och aktiv ras som passar bra till agility. I en del andra länder används den till kapplöpning, och det finns speciella tävlingar för rasen.
Liksom övriga vinthundsraser kan dock italiensk vinthund tävla officiellt i lure coursing.

## Utseende
Denna lilla hund ger, med sina väl synliga benmuskler och långa ben, ett intryck av elegans, vighet och snabbhet.
Den har långsträckt huvud, flat hjässa, stora uttrycksfulla ögon och små, tunna öron.
Den italienska vinthunden rör sig graciöst med högt buret huvud, lätt kupad rygg och höga benlyft. I Sverige registreras endast enfärgade hundar i färgerna svart, skiffergrått och isabell.

## Hälsa
Sjukdomar som ofta drabbar rasen är epilepsi, tandproblem, patellaupphakning samt benbrott.[källa behövs]